# Oliveira de Frades
Oliveira de Frades és un municipi portuguès, situat al districte de Viseu, a la regió del Centre i a la subregió Dão-Lafões. L'any 2001 tenia 10.585 habitants. Territorialment, és un municipi discontinu, en dues parts separades. L'actual alcalde de la vila municipal és Luís Manuel Martins Vasconcelos, que pertany al Partit Social-Demòcrata. El terme principal limita al nord-est amb São Pedro do Sul, al sud-est amb Vouzela, a sud-oest amb Águeda, a l'oest amb Sever do Vouga i al nord-oest amb Vale de Cambra. La part secundària limita al nord i nord-est amb Vouzela, al sud-oest amb Tondela i a l'oest amb Águeda.

## Demografia
| Població d'Oliveira de Frades (1801-2004) | Població d'Oliveira de Frades (1801-2004) | Població d'Oliveira de Frades (1801-2004) | Població d'Oliveira de Frades (1801-2004) | Població d'Oliveira de Frades (1801-2004) | Població d'Oliveira de Frades (1801-2004) | Població d'Oliveira de Frades (1801-2004) | Població d'Oliveira de Frades (1801-2004) | Població d'Oliveira de Frades (1801-2004) |
| ----------------------------------------- | ----------------------------------------- | ----------------------------------------- | ----------------------------------------- | ----------------------------------------- | ----------------------------------------- | ----------------------------------------- | ----------------------------------------- | ----------------------------------------- |
| 1801                                      | 1849                                      | 1900                                      | 1930                                      | 1960                                      | 1981                                      | 1991                                      | 2001                                      | 2004                                      |
| 656                                       | 10.898                                    | 9.168                                     | 10.468                                    | 10.858                                    | 10.391                                    | 10.584                                    | 10.584                                    | 10.597                                    |

## Llista de "Freguesies"
- Parishes
- Arca
- Arcozelo das Maias
- Destriz
- Oliveira de Frades
- Pinheiro
- Reigoso
- Ribeiradio
- São João da Serra
- São Vicente de Lafões
- Sejães
- Souto de Lafões
- Varzielas